# Patai Balog János
Patai Balog János (?, 1674. – Szászváros, 1730. szeptember 3.) református lelkész.

## Élete
Nagyenyeden végezte tanulmányait, majd külföldre ment és 1699. szeptember 14-én beiratkozott a leideni egyetemre. 1700 tavaszán Utrechtben tartózkodott, ugyanezen év nyarán pedig a franekeri egyetem hallgatója lett, 1702-ben is még itt volt. Miután hazatért, 1716-ban Marosbogáton, később Küküllőszentmiklóson, 1725 nyarától pedig Szászvárosban lett lelkész, utóbbi helyen előbb második, majd elsőpap volt.

## Műve
- Lelki igazgatás a betegségben és az halál árnyékában. Utrecht, 1700. (Angolból fordítva.)